# Bad Tölz
Bad Tölz est une ville allemande située en Bavière, dans l'arrondissement de Bad Tölz-Wolfratshausen.

## Histoire
| Appartenances historiques Duché de Bavière 1155–1255 Duché de Haute-Bavière 1255–1353 Duché de Bavière-Landshut 1353-1392 Duché de Bavière-Munich 1392-1505 Duché de Bavière 1505–1623 Électorat de Bavière 1623–1806 Royaume de Bavière 1806–1918 Empire allemand 1871-1918 République de Weimar 1918–1933 Reich allemand 1933–1945 Allemagne occupée 1945–1949 Allemagne de l'Ouest 1949–1990 Allemagne 1990–présent |

Le site de Bad Tölz a été occupé dès la fin de la période glaciaire. On y a découvert, par exemple,  des vestiges de la culture celte de Hallstatt ainsi que de la Rhétie (Raetia) province de l’Empire romain. Le site était en tout cas occupé par des Celtes romanisés.  Le nom "Tölz" (pour Tolnze) apparaît relativement tard, vers la fin du XIIe siècle. Hainricus de Tolnze construisit ici un château, aujourd’hui disparu, qui contrôlait le trafic fluvial et routier de la région. En 1331, Louis IV fait de Tölz une ville marchande.  Au XIVe siècle, Tölz devient un carrefour du commerce de sel et de bois sur l'Isar. En 1453, la rue du marché, l'église et le château sont détruits par un incendie. Le duc Albrecht III procède à la reconstruction de la ville, mais en pierre cette fois. Il bâtit également un palais qui résistera jusqu'en 1770, date à laquelle, tombé en ruine, il fut miné par les Ellbach. La guerre de Trente Ans (1618-1648) apporta la peste et les destructions dans la région. Pendant la guerre de Succession d'Espagne, les choses recommencèrent à changer avec, entre autres, le commerce de la chaux et des produits du bois. La ville devint aussi connue pour être un lieu de pèlerinage. Le 6 novembre, on organise une fête en l’honneur de Saint Léonard de Noblac. En 1718, une chapelle fut construite en son honneur sur la colline du Calvaire.  Au milieu du XIXe siècle, Tölz change de cap avec la découverte de sources naturelles. La ville se  concentre dorénavant sur leurs propriétés curatives et devient une ville de cure et de soins. Et en 1899, elle prend le nom de Bad Tölz. 
Entre 1937 et 1945, Bad Tölz accueille la SS-Junkerschule Bad Tölz, centre de formation pour les officiers de la Waffen-SS. Un des camps annexes de Dachau est situé dans la ville de Bad Tölz, et constitue une main-d’œuvre pour la SS-Junkerschule et la Zentralbauleitung (partie administrative). L'école fonctionne jusqu'à la fin de la Seconde Guerre mondiale en 1945, après le départ de ses derniers élèves et de ses formateurs pour constituer la dernière division SS, la 38e division SS de grenadiers Nibelungen.
Après la guerre, le centre est utilisé comme base pour le 1er bataillon de l'Armée américaine, le 10th SFG, jusqu'en 1991.

## Culture et patrimoine

### Musique
En 1956, la ville a vu naître le Tölzer Knabenchor, chœur de garçons créé par le professeur Gerhard Schmidt-Gaden. Le chœur a accédé à la notoriété mondiale à partir du milieu des années 1980. Le chœur de garçons de Tölz s'est fait connaître par ses nombreux concerts dans plus de 90 pays à travers le monde et par ses enregistrements discographiques, notamment par l'intégrale des cantates de Jean-Sébastien Bach, sous la direction de Nikolaus Harnoncourt. À partir des années 1980, le chœur s'est établi à Munich, avec un recrutements de jeunes garçons de Bad Tölz, mais aussi de toute la Haute-Bavière.
En 1987, le groupe Bananafishbones y est fondé.

## Personnalités liées à la commune
- Thomas Mann (1875-1955) y avait une maison de campagne[1].
- Hans Degen (1899-1971), général de la Wehrmacht y est mort
- Heinz Lammerding (1905-1971), général de la Waffen-SS et ingénieur allemand, y est mort.

## Jumelage
- Vichy (France)
- San Giuliano Terme (Italie)
- Mayrhofen (Autriche)
- Bad Homburg (Allemagne)